# Ferrari 599 GTB Fiorano
A Ferrari 599 GTB Fiorano egyesíti magában a Ferrari legszebb hagyományait és a legújabb megoldásokat, a felülmúlhatatlan technikát és a megközelíthetetlen művészetet. 
A házi tesztpályáról elnevezett autóban a hosszú motorháztető alatt az Enzóból származó V12-es erőforrás lapul, melynek hengerűrtartalma 5999 cm3 , teljesítménye pedig 620 lóerő.
A karosszéria vonalait a Pininfarina-stúdióban rajzolták meg. Az 599 GTB Fiorano születése előtt rengeteg időt töltött el a szélcsatornában, ezért aerodinamikus is, a légellenállási együtthatója (Cd értéke) 0.336. A professzionálisan kiképzett első és oldalsó légterelők emellett részt vesznek a motor és a fékrendszer hűtésében is, a Forma 1-ből kölcsönzött hátsó diffúzornak pedig a Ferrari stabilitásában van nagy szerepe. A Fiorano 3,7 másodperc alatt eléri álló helyzetből a 100 km/h-s határt, végsebessége pedig 330 km/h. A váltó automata, a kapcsolási idő pedig a Forma 1-es autókéhoz hasonlóan rövid. Az 599 – típusjele a lökettérfogat tizedéből származik – a 12 hengeres, frontmotoros, kétüléses „Berlinetta” vérvonalnak a képviselője.

## Motor
A Ferrari motorja az első tengely mögé épült, melyben 75 milliméteres lökethosszon járnak a dugattyúk. A V12-es motor hengersorai szokatlan, 65 fokos szöget zárnak be egymással. Percenként akár 8700-ra is képes felpörögni, 620 lóerő hajtja a kerekeket. Összehasonlítva a „mindössze” 490 lóerős Ferrari F430-cal, az a lényegi különbség, hogy padlógázra nem rántásszerűen, hanem ütésszerűen indul meg az 599 GTB.

## Testfelépítés
Az 599-es, noha valamivel nagyobb méretű az 575-ösnél, egy utas súlyával, kb. 70 kilóval könnyebb nála. Ez annak köszönhető, hogy a motor és az erőátvitel öntvényein, a futómű számos alkatrészén és több karosszériaelemen kívül könnyűfémötvözetből áll a térhálós vázszerkezet is. Hatékonysága, tehát az egységnyi súlyra számított torziós merevség, egészen kiváló. A motort az első tengely mögé építik be, a váltómű a differenciállal képez egységet, ezáltal a két tengely közé került az autó tömegének 85 százaléka. Hátul, a 320 literes, szabályos alakjának köszönhetően jól kihasználható csomagtartó mellett, maradt hely 105 liternyi benzinnek, amely bő 400 kilométerre elegendő. Rendes kesztyűtartó, két kis ajtózseb és jókora kalaptartó egészíti ki a pakolási lehetőségeket – az 599 Fiorano akár mindennapi járóautónak is kifogástalanul megfelel.

## Gyorsulás
A "Ferrari" általi adatok:
(mph / seconds)
| 0–30 | 0–40 | 0–50 | 0–60 | 0–70 | 0–80 | 0–90 | 0–100 | 0–110 | 0–120 | 0–130 | 0–140 | 0–150 | 0–160 |
| ---- | ---- | ---- | ---- | ---- | ---- | ---- | ----- | ----- | ----- | ----- | ----- | ----- | ----- |
| 1.8  | 2.3  | 2.9  | 3.7  | 4.4  | 5.4  | 6.3  | 7.4   | 8.8   | 10.2  | 11.8  | 14.0  | 16.3  | 19.0  |

(kph / seconds)
| 0–50 | 0–65 | 0–80 | 0–100 | 0–110 | 0–130 | 0–145 | 0–160 | 0–175 | 0–195 | 0–210 | 0–225 | 0–240 | 0–260 |
| ---- | ---- | ---- | ----- | ----- | ----- | ----- | ----- | ----- | ----- | ----- | ----- | ----- | ----- |
| 1.8  | 2.3  | 2.9  | 3.7   | 4.4   | 5.4   | 6.3   | 7.4   | 8.8   | 10.2  | 11.8  | 14.0  | 16.3  | 19.0  |

## Manettino
Ahogy az F430-ban, az 599 volánján is ott van a Formula–1-ből átvett Manettino üzemmódválasztó forgókapcsoló, csakhogy annak már a Manettino Evoluto, azaz továbbfejlesztett kivitele. „Téli” és „Síkos út” állásban is jól irányítható az autó, halkan lehet indulni vele. „Sport” helyzetben egészen széles skálán játszhatunk, bő gázadáskor egy tizedmásodpercre zsugorodik a sebességváltások időtartama, gyakorlatilag nem szakad meg a húzóerő, szinte robban a hajtómű. A „Verseny” pozíciót tényleg csak pályára ajánlják, az utolsót pedig, amely kikapcsolja a sportos beállítású menetstabilizálót, igazából soha nem tanácsos választani. A Manettino nemcsak a motort és a váltót „cseréli ki”, hanem a műszeregység monitorán megjelenő információkat és kijelzéseket, valamint a futóművet is.

## Mágneses futómű
A Ferrari 599 GTB nagy újítása a Magnetorheological Suspension Control, azaz mágneses-reológiai (a reológia a folyadékok folyási tulajdonságaival foglalkozó tudományág) futómű-szabályozás. Jelentősége, hogy amióta autók léteznek, kétféle lengéscsillapítót hoztak létre: kezdetben a dörzscsillapítót használták, majd a két világháború között bejött – és máig egyedül használatos maradt – a hidraulikus rendszer, amelynek dugattyúja szűk nyíláson préseli át az olajat. Most pedig itt a harmadik, elvében alapvetően új megoldás: olaj helyett olyan folyadék van a csillapítóban, amelynek viszkozitása a sűrűn folyóstól az átpumpálhatatlanig változik. A szűk keresztmetszetnél elektromágnest helyeznek el, amelyet a központi elektronika vezérel – egy századmásodperces, minden eddiginél messze jobb reakcióidővel. Ennek köszönhetően abszolút biztos az útfogás, kanyarban – a választott Manettino-állástól függően – alig, vagy egyáltalán nem dől meg a karosszéria, mégis komfortosnak mondható a rugózás.